# Giuseppe da Igualada
Giuseppe da Igualada, al secolo Josep Tous y Soler (Igualada, 31 marzo 1811 – Barcellona, 27 febbraio 1871), è stato un presbitero e frate cappuccino spagnolo, fondatore della congregazione delle suore cappuccine della Madre del Divin Pastore. È stato beatificato nel 2010 da papa Benedetto XVI.

## Biografia
Entrò nell'ordine cappuccino nel 1824: assegnato al convento di Barcellona, nel 1835 dovette abbandonare il chiostro a causa della dissoluzione degli ordini religiosi in Spagna.
Dopo un periodo a Greccio e a Tolosa, nel 1843 tornò a Barcellona. Dietro suggerimento del vescovo Antonio María Claret y Clará, fondò una congregazione di terziarie regolari francescane per l'educazione cristiana della gioventù, detta delle cappuccine della Madre del Divin Pastore.
Morì nel 1871, mentre celebrava la messa per le religiose della sua congregazione a Barcellona.

## Il culto
Papa Benedetto XVI l'ha riconosciuto venerabile il 22 dicembre 2008 e il 19 dicembre 2009 ha decretato l'autenticità di un miracolo attribuito alla sua intercessione, consentendone la beatificazione.
Il rito di beatificazione, presieduto dal cardinale Tarcisio Bertone, è stato celebrato il 25 aprile 2010 nella basilica di Santa Maria del Mar a Barcellona.